# Autohtone vrste
Autohtone vrste ili nativne vrste u biogeografiji su vrste nekog geografskog područja prilagođene uslovima života tog područja ili ekosustava ako je njihova prisutnost u toj regiji rezultat isključivo prirodnih procesa bez ikakve čovjekove intervencije. 
Čovjekovim izravnim ili neizravnim utjecajem autohtone vrste često su puta izložene izumiranju uvođenjem novih biljnih ili životinjskih vrsta.
Neke autohtone vrste postale su invazivne utjecajem prirode, čovjeka i životinja. Svaki prirodni organizam (za razliku od domesticiranog organizma) ima vlastiti prirodni raspon distribucije u kojem se smatra nativnim. Izvan nativnoga raspona vrste mogu biti uvezene čovjekovim djelovanjem, pa se tada one nazivaju introduciranim vrstama u regijama kamo su antropogeno introducirane.
Autohtone vrste nisu nužno endemične. U biologiji i ekologiji endemičan označava isključivo autohtono za biotu specifičnoga mjesta. Autohtone vrste mogu se pojaviti u područjima koja ne obuhvaćaju ona prethodno razmotrena.
Pojmovi endemično i autohtono ne impliciraju da je organizam nužno potekao iz mjesta na kojemu je pronađen ili je pak evoluirao na njemu.

## Više informacija
- endemizam
- invazivna vrsta
- autohtona biljka